# Mercado Libre
Mercado Libre, Inc. er en argentinsk-amerikansk softwarevirksomhed, som driver online markedspladser med e-handel og online auktioner, det inkluderer mercadolibre.com. I 2016 havde Mercado Libre 174,2 mio. brugere i Latinamerika.
Mercado Libre blev etableret i 1999 i Argentina af Marcos Galperin.